# Serrat de Vallbona
El Serrat de Vallbona és una serra situada al municipi de Navars, a la comarca catalana del Bages, amb una elevació màxima de 598 metres.